# Прибытков, Виктор Иванович
Виктор Иванович Прибы́тков (1837—1910) — представитель старинного российского рода Прибытковых, из дворян Тамбовской губернии.
Морской офицер, выпускник Морского кадетского корпуса, отставной капитан 1-го ранга.
Специалист по истории спиритизма. С 1881 по 1904 год был редактором и издателем еженедельного журнала «Ребус» — первого в России периодического издания по спиритизму и животному магнетизму.
Владелец усадьбы Прибытково, в его честь названа железнодорожная платформа Прибытково.

## Биография
В 1874 году, уже будучи в отставке, после того, как его жена Прибыткова (в девичестве Станкарь) Елизавета Дмитриевна (?-1896) начала проявлять медиумические способности, заинтересовался спиритизмом и медиумизмом. Начал организовывать спиритические сеансы, сблизился с известными единомышленниками — публицистом А. Н. Аксаковым, химиком А. М. Бутлеровым, зоологом и писателем Н. П. Вагнером и другими.
В 1881 году основал журнал «Ребус» — изначально как журнал загадок, шарад и ребусов. Уже в 1883 году журнал перешёл на спиритуалистические темы.
В 1894 году по инициативе Прибыткова в Петербурге был организован «Медиумический кружок», через который сразу был приглашен для выступлений киевский медиум Стефан Самбор. К концу 1899 года в «Кружке» состояли 52 человека. После утверждения устава и официальной регистрации кружка в 1900 году название было изменено на «Кружок для исследований в области психизма».
Примерно в 1895 году Прибытков приобрел в Гатчинском районе обширный участок земли и построил несколько дач, которые сдавал петербуржцам. В 1900 году он построил известную впоследствии дачу на границе Екатерининской колонии и деревни Покровской в стиле модерн, окружив её парком. Цветные витражи на окнах были выполнены по рисункам художника Михаила Врубеля.
В 1901 году Прибытков выпустил тысячный номер журнала. На праздновании по этому поводу в числе прочих приветствий своё стихотворение читал поэт В. Я. Брюсов.
В 1903 году, после смерти А. Н. Аксакова, который финансировал журнал, Прибытков был вынужден продолжить издание только на собственные средства и к концу года, под предлогом ухудшения здоровья, передал управление журналом московскому спиритуалисту П. А. Чистякову. Редакция была также перемещена в Москву, где журнал издавался до 1918 года, когда Советская власть объявила его идеологически вредным и закрыла. С 1930-х годов экземпляры «Ребуса» стали изымать из библиотек и уничтожать или переводить в спецхран.
Дом Виктора Ивановича уцелел до настоящего времени (2023 год), и в нём сейчас расположена Прибытковская поселковая библиотека.

## Основные произведения
- Александр Николаевич Аксаков как спиритуалист (1883)[6]
- Легенда старинного баронского замка: не быль и не сказка (1883)[7]
- Медиумические явления перед судом врачей (1885)
- Богословско-философский журнал о спиритизме: Научное подтверждение реальности медиумических явлений (1885)
- Откровенные беседы о спиритизме и других явлениях той же области (1894)
- Медиумизм Елизаветы Дмитриевны Прибытковой: Воспоминания (1897)
- Спиритизм в России: от возникновения его до настоящих дней (1901)